# Скагерак Арена
«Скагерак Арена» (норв. Skagerak Arena) — футбольний стадіон у місті Шієн, Норвегія, домашня арена ФК «Одд».
Стадіон побудований та відкритий 1923 року. Протягом 2006—2008 років здійснена капітальна реконструкція арени, кошторис якої склав 250 млн NOK. Частину коштів на реалізацію проекту реконструкції надала норвезька енергетична компанія «Skagerak Energi», якій було надано права на нову назву арени. У ході реконструкції було споруджено три нові дворівневі трибуни. Загальна місткість стадіону становить 12 590 глядачів, з яких східна та західна трибуни вміщують по 4 300, південна — 3 000 глядачів. 